# 호세마리아 신부의 길
호세마리아 신부의 길(There Be Dragons)은 2011년 공개된 영화이다.

## 줄거리
스페인 내전이 벌어지기 직전, 호세 마리아(찰리 콕스)와 마놀로(웨스 벤틀리)는 어렸을 때부터 절친한 친구 사이로 둘은 모두 로마 가톨릭교회 사제가 되기 위해 신학대에 들어간다. 스페인 내전 직전 곳곳에서 성상파괴운동이 벌어지고 성난 시민들에 의해 성당이 파괴되고 사제들이 공격받는 일이 벌어진다. 격변의 시대에 호세 마리아는 로마 가톨릭교회 평신도들의 비밀조직인 오푸스 데이를 창설한다. 마놀로는 사제직을 걷지 않고 대신 시민운동 내부에 스파이로 잠입하여 노조 파괴와 노조 위원장 암살 등 악역을 맡는다. 스페인 내전은 극렬한 양상을 띄게되고 마놀로는 스페인 내전의 인민전선에 가담하여 인민전선 내부의 주요 정보를 프랑코 정부군에 누설하여 인민전선을 괴멸시키는데 앞장서고 호세마리아 신부가 스페인을 탈출하는 것을 결정적인 순간에 돕는다.
마놀로는 인민전선 내에서 여전사인 일디코를 짝사랑한다. 그러나 그녀는 인민전선 지도자를 사랑하고 그의 아이까지 임신한다. 인민전선은 자꾸만 작전이 적에게 세어 나가자 조직내에 스파이가 있음을 알게 된다. 위기를 느낀 마놀로는 일디코에게 스파이 누명을 씌워 임신한 그녀가 처형당하도록 유도하지만 인민전선 지도자는 자신이 직접 처형을 하겠다고 하고 ..... .  마놀로는 일디코의 아이를 자신이 키운다. 마놀로는 훗날 죽어가면서 자신의 죄를 아들에게 고백하며 숨을 거둔다. 실화를 바탕으로 한 영화다.

## 배역
- 호세 마리아역 (찰리 콕스)
- 마놀로역 (웨스 벤틀리)
- 일디코역 (올가 쿠릴렌코)